# 企業評価額
企業評価額（きぎょうひょうかがく）とは、合併当事企業の価値であり、主に株主の持ち分である企業の純資産（株主資本）の部分の価値がいくらであるかを評価することにより算定する。
合併当事企業は、合併比率の算定を行うために、会社ごとの企業評価額をあらかじめ算定する必要がある。具体的な算定方法には、(1)純資産額法、(2)収益還元価値法、(3)株式市価法、(4)折衷法(平均法)などがある。

## 純資産額法
純資産額法とは、企業の財産価値に注目して評価する方法であり、企業の純資産額(株主資本)を企業評価額とする。
純資産額法は、さらに帳簿価格で評価する方法（簿価純資産額法）と、時価等の公正な評価額で評価する方法（時価純資産額法）とに分けられる。
企業評価額　=　資産　-　負債　=　純資産額（株主資本）
貸借対照表の純資産の部には、株主資本以外の項目（評価・換算差額等、新株予約権）が含まれており、また、株主資本であっても、現在の株主の持ち分に属さない項目（新株式申込証拠金、自己株式申込証拠金）が含まれているため、企業評価額としての純資産額の算定に当たっては、これらの項目をどのように扱うかが問題となる。
これらの項目の扱いに関する規定は存在しないが、理論的には、評価・換算差額等は純資産額に含め、新株予約権、新株式申込証拠金及び自己株式申込証拠金は、純資産から控除することが合理的であると考えられる。

## 収益還元価値法（稼高式評価法）
収益還元価値法は、企業の収益力に注目して評価する方法であり、企業の過去数年間の平均利益額を資本還元率で割って求めた価額（収益還元価値）を企業評価額とする。
企業評価額　=　株主資本　×　平均株主資本利益率　÷　資本還元率　=　収益還元価値
企業評価額　=　総資本(総資産)　×　平均総資本利益率　÷　資本還元率

## 株式市価法
株式市価法とは、株式の市場価格（時価）に注目した評価方法であり、発行済み株式の市場価格の総額（株価総額、時価総額）を企業評価額とする。
企業評価額　=　株式の市場価格（単価）　×　発行済み株式総数　=　市場価格の総額

## 折衷法（平均法）
折衷法とは、複数の方法で計算された企業評価額の平均値を企業評価額とする方法である。純資産額法による企業評価額と収益還元価値法による企業評価額の平均値を使う方法が多い。
企業評価額　=　(純資産額　÷　収益還元価値)　÷2　=　平均値